# Els Colls (Vilanova i la Geltrú)
Els Colls és una muntanya de 33 metres que es troba al municipi de Vilanova i la Geltrú, a la comarca del Garraf.